# Caroline Jönsson
Elin Hanna Caroline Jönsson (Lund, 22 novembre 1977) è un'ex calciatrice svedese, di ruolo portiere.

## Carriera

### Club
Nata a Lund, cresce a Sövestad, dove comincia a praticare il calcio all'età di sei anni, nel Sövestads, prima di trasferirsi al Veberöds nel 1993, dove rimane fino al 1995, prima di firmare un contratto con l'LdB Malmö.

#### LdB Malmö
Nel 1995 viene acquistata dall'LdB Malmö, dove rimane fino al 2008. In questi anni vince due volte il premio come miglior portiere del campionato (2003 e 2006). Tuttavia, a partire dal 2007 si infortuna numerose volte; in particolare nel 2008 si rompe il legamento crociato anteriore. Nel 2008 lascia il club, annunciando il ritiro dal calcio giocato.

#### Chicago Red Stars
Il 3 febbraio 2009 viene ufficialmente ingaggiata dai Chicago Red Stars, con cui disputa tutte e venti le partite della Women's Professional Soccer 2009, subendo 25 reti. Il 28 settembre dello stesso anno il club prolunga il suo contratto, ma decide di trasferirsi all'Umeå IK.

#### Umeå IK
Si trasferisce all'Umeå IK nel 2010, con cui resta fino al 2013, ottenendo in tre anni 66 presenze. Nel 2013, all'età di 35 anni, si ritira dal calcio giocato, dichiarando che il suo corpo non era più adatto ai livelli fisici richiesti dai campionati.

### Nazionale
Esordisce con la Svezia il 16 maggio 1999, in una partita contro la Norvegia. In nazionale partecipa al campionato europeo femminile di calcio 2001 e a quello del 2005, mentre partecipa alle edizioni del 2000, del 2004 e del 2008 dei Giochi olimpici estivi, oltre che al campionato mondiale femminile di calcio 2003. A causa di un infortunio, è costretta a saltare il campionato mondiale femminile di calcio 2007. Due anni dopo, nel 2009, si ritira dalla nazionale svedese, dopo aver raggiunto ottanta presenze.